# Constantine Manos
Constantine ''Costa'' Manos (Columbia, 12 de octubre de 1934 - 3 de enero de 2025) fue un fotógrafo greco-estadounidense, conocido por sus imágenes de Boston y Grecia. Su trabajo ha sido publicado por revistas como Esquire, Life, y Look. Es miembro desde 1965 de la agencia Magnum Photos.

## Biografía
Nació en  12 de octubre de 1934 en la ciudad de Columbia, Carolina del Sur, hijo de inmigrantes griegos. Su afición por la fotografía comenzó en la escuela secundaria, uniéndose a un club de fotógrafos de esta a los trece años. Pocos años después comienza a trabajar de forma profesional y a los diecinueve es contratado como fotógrafo oficial de la Orquesta Sinfónica de Boston en Tanglewood. Su trabajo con esta orquesta culminará en 1961, año en el que publicó su primer libro, Portrait of a Symphony.
En 1955 se graduó en Literatura Inglesa por la Universidad de Carolina del Sur, mudándose años después, tras acabar el servicio militar, a Nueva York, donde trabajó para varias revistas como Esquire, Life o Look.
Vivió en Grecia entre 1961 y 1964, fotografiando la cultura popular del país y sus paisajes. Este trabajo dio como resultado el libro A Greek Portfolio, de 1972, que ganó varios premios en Arlés y en la feria del libro de Leipzig.
En 1964 regresó a Estados Unidos y se instaló en Boston. En 1974 fue contratado por el gobierno de esta ciudad para tomar las fotografías de la exposición Where's Boston?, en honor al ducentésimo aniversario de la ciudad. Las fotografías de esta exposición fueron publicadas en el libro Bostonians: Photographs from Where's Boston?.
En 1995 publicó American Color, por el cual recibió en 2003 la Leica Medal of Excellence.

## Premios
- 1966, New York Art Directors' Award
- 1972, Arles Award
- 2003, Leica Medal of Excellence[3]

## Libros publicados
- 1961, Portrait of a Symphony
- 1972, A Greek Portfolio
- 1972, Suite Grecque
- 1975, Bostonians: Photographs from Where's Boston?
- 1995, American Color
- 1999, A Greek Portfolio
- 2000, Portrait of a Symphony 1960-2000
- 2010, American Color 2